# Kosma (řeka)
Kosma (rusky Косма) je řeka v Něneckém autonomním okruhu v Archangelské oblasti a v Komiské republice v Rusku. Je dlouhá 251 km. Plocha povodí měří 4850 km².

## Průběh toku
Pramení na Timanském krjaži. Teče v členitém korytě. Ústí zleva do Cilmy (povodí Pečory).

## Vodní režim
Zdrojem vody jsou sněhové a dešťové srážky.